# Leptoneta fouresi
Espèce
Leptoneta fouresi est une espèce d'araignées aranéomorphes de la famille des Leptonetidae.

## Distribution
Cette espèce est endémique de France. C'est espèce cavernicole des Pyrénées.

## Publication originale
- Dresco, 1979 : Étude des Leptoneta. Description de Leptoneta fouresi, araignée cavernicole nouvelle des Pyrénées françaises (fam. Leptonetidae). Bulletin de la Société d'histoire naturelle de Toulouse, vol. 115, p. 388-392.